# Dieter Rubach
Dieter Rubach (* 28. April 1955 in Solingen) ist ein deutscher Bassist.

## Leben
Bereits mit 17 Jahren stieg er bei der Band Accept ein, die später zu einer der erfolgreichsten internationalen Hardrock-Bands wurde. Nach seinem Ausstieg war er einige Jahre Bassist bei der NDW-Band Lichtblick, die 1983 im Rockpalast zu sehen war. Währenddessen gründete er mit anderen ehemaligen Accept-Mitgliedern, u. a. Jan Koemmet, die Band Bad Steve.
1984 tourte Bad Steve als Vorband von Accept und brachte ihr Debütalbum Killing The Night heraus, auf der fast alle Titel von Rubach komponiert wurden. Zudem spielte er auf dem Album einige Gitarren selbst. 1987 trennte sich die Band und Rubach ging zu U.D.O. für die Animal-House-Tour. In dieser Zeit spielten sie häufig mit Guns N’ Roses, Lita Ford und Zodiac Mindwarp.
In den 1990er Jahren arbeitete Rubach als Studiomusiker, Arrangeur, Komponist und Tontechniker. So war er an CD-Veröffentlichungen von Gil Scott-Heron, Rufus Thomas, Anne Haigis oder Melo Mafali beteiligt. Darüber hinaus war er mit Sash!-Gründer Ralf Kappmeier einige Jahre Teil der Liveband von Nino de Angelo.
2004 nahm er mit dem heutigen Iron-Butterfly-Keyboarder Martin Gerschwitz eine Live-DVD an der SAE Frankfurt auf. Danach war er vorwiegend als Sessionmusiker und Toningenieur tätig. Außerdem spielte er mit Funky Frank, Justin Nova, The Pirates of Love und seiner eigenen Band Joker.

## Diskografie
- 1982 – Lichtblick – Lichtblick '82
- 1985 – Bad Steve – Killing The Night
- 1990 – Gil Scott-Heron – Tales of Gil Scott-Heron
- 1990 – Ozo – In The Treshold of Jain
- 1991 – Lothar und die Trabanten – Unter Dem Wartburg
- 1992 – Rufus Thomas – Timeless Funk
- 1992 – Anne Haigis – Cry Wolf
- 1992 – Melo Mafali – Babylons Acumen
- 1995 – Aida – Presents Mythos
- 1997 – Bourbon $treet – Live On The Rocks
- 2000 – Bourbon $treet – Straight Up Rock'n Roll
- 2003 – U.D.O. – Nailed To Metal (CD & DVD)
- 2004 – Martin Gerschwitz & Friends – Live in Frankfurt